# Gran Premi del Brasil de motociclisme
El Gran Premi del Brasil de motociclisme fou un esdeveniment esportiu que es disputà en 4 ocasions entre el 1987 i el 1992, les tres primeres edicions a l'Autódromo Internacional Ayrton Senna a Goiânia i la darrera edició al circuit d'Interlagos, dins del calendari del Campionat del món de motociclisme.

## Noms oficials i patrocinadors
- 1987–1989, 1992: GP Brasil (sense patrocinador oficial)

## Circuits emprats antigament

Autódromo Internacional Ayrton Senna (Goiânia), emprat de 1987 a 1989, tornarà a emprar-se el 2026.
Autódromo José Carlos Pace (Interlagos), emprat el 1992

## Guanyadors múltiples

### Pilots
| # Victòries | Pilot            | Victòries | Victòries  |
| # Victòries | Pilot            | Categoria | Anys       |
| ----------- | ---------------- | --------- | ---------- |
| 2           | Dominique Sarron | 250cc     | 1987, 1988 |
| 2           | Luca Cadalora    | 250cc     | 1989, 1992 |

### Constructors
| # Victòries | Constructor | Victòries | Victòries        |
| # Victòries | Constructor | Categoria | Anys             |
| ----------- | ----------- | --------- | ---------------- |
| 5           | Honda       | 500cc     | 1987             |
| 5           | Honda       | 250cc     | 1987, 1988, 1992 |
| 5           | Honda       | 125cc     | 1992             |
| 3           | Yamaha      | 500cc     | 1988, 1992       |
| 3           | Yamaha      | 250cc     | 1989             |

## Guanyadors per any
| Any  | Circuit    | 125 cc       | 125 cc | 250 cc           | 250 cc | 500 cc         | 500 cc | Detalls |
| Any  | Circuit    | Pilot        | Moto   | Pilot            | Moto   | Pilot          | Moto   | Detalls |
| ---- | ---------- | ------------ | ------ | ---------------- | ------ | -------------- | ------ | ------- |
| 1992 | Interlagos | Dirk Raudies | Honda  | Luca Cadalora    | Honda  | Wayne Rainey   | Yamaha | Detalls |
| 1989 | Goiânia    |              |        | Luca Cadalora    | Yamaha | Kevin Schwantz | Suzuki | Detalls |
| 1988 | Goiânia    |              |        | Dominique Sarron | Honda  | Eddie Lawson   | Yamaha | Detalls |
| 1987 | Goiânia    |              |        | Dominique Sarron | Honda  | Wayne Gardner  | Honda  | Detalls |